# Liina Tõnisson
Liina Tõnisson (* 24. Mai 1940 in Tallinn) ist eine estnische Politikerin.

## Leben und Politik
Liina Tõnisson machte 1959 ihr Abitur in Tallinn. Anschließend studierte sie bis 1964 am Tallinner Polytechnischen Institut (Tallinna Polütehniline Instituut) zur Ökonomistin im Fach Maschinenbau. Von 1964 bis 1981 war sie in der sozialistischen Produktion tätig. 1981 bis 1989 war Tõnisson im Bereich Wirtschaftsanalyse beschäftigt.
Mit dem Ende der kommunistischen Herrschaft in Estland ging sie in die Politik. Zwischen 1986 und 1988 hatte Tõnisson erheblichen Anteil am Übergang von der sozialistischen Planwirtschaft zur Marktwirtschaft.
Von 1989 bis 1991 war Tõnisson Leiterin der Unternehmensabteilung im estnischen Wirtschaftsministerium. 1992 wurde sie als Abgeordnete ins estnische Parlament (Riigikogu) gewählt. Bis Oktober 2007 war sie Abgeordnete des Parlaments. Tõnisson gehörte von 1994 bis 2004 der Estnischen Zentrumspartei (Eesti Keskerakond). Anschließend trat sie den estnischen Sozialdemokraten bei.
Von April bis November 1995 war Liina Tõnisson Wirtschaftsministerin im Kabinett von Ministerpräsident Tiit Vähi. Von Januar 2002 bis April 2003 war sie Ministerin für Wirtschaft und Infrastruktur im Kabinett von Ministerpräsident Siim Kallas.
Am 20. November 2007 wurde Liina Tõnisson zur Aufsichtsratsvorsitzenden der staatlichen estnischen Lotteriegesellschaft Eesti Loto gewählt.

## Privatleben
Liina Tõnisson ist seit 1997 verwitwet. Sie hat zwei Söhne.